# Llanito
Llanito ali yanito [izg. ja'nito] je gibraltarski dialekt, podoben špangleščini, ki združuje andaluzijsko španščino in britansko angleščino, poleg tega pa uporablja tudi elemente italijanščine in ostalih mediteranskih jezikov. Llanito ni kreolski jezik, ker ne izvira iz pidžina, temveč je španski dialekt z veliko izposojenkami. Ima namreč čez 500 besed, ki izvirajo iz hebrejščine, genoveščine, arabščine, portugalščine in malteščine. Llanito je tudi beseda, s katero se ljubkovalno označuje prebivalce Gibraltarja. 

## Jezik
Andaluzijska španščina in britanska angleščina sta glavni del llanita, poleg tega pa ta dialekt sestavlja še več kot 500 izposojenk iz ligurskega srednjeveškega dialekta, hebrejščine, malteščine, portugalščine. Govorci velikokrat uporabljajo kodno preklapljanje iz angleščine v španščino. Llanito se pojavlja tudi v sosednjem mestu La Línea de la Concepción, zaradi tolikšnega števila prebivalcev tega mesta, ki delajo v Gibraltarju. 
Nekaterim, ki govorijo samo en jezik, angleščino ali španščino, se Llanito lahko zdi nerazumljiv, saj govorci velikokrat nepričakovano preklopijo iz enega jezika v drugega, dvojezičnim ljudem pa se lahko ta govorica zdi unikatna in zanimiva. Značilnost dialekta je, da izgovarjajo angleške besede z andaluzijskim prizvokom. Ovseni kaši na primer pravijo kuecaro (špansko zveneča beseda, ki izhaja iz angleške znamke ovsenih kosmičev Quaker Oats). Večina gibraltarcev, sploh tisti bolje izobraženi, govori tako standardno kastiljsko kot andaluzijsko španščino, prav tako pa tudi standardno britansko angleščino. Italijanski izobraženec Giulio Vignoli je izjavil, da je bil llanito v prvih desetletjih 19. stoletja poln genoveških besed, počasi pa so se vanj prikradle španske in angleške, ki danes prevladujejo. 
Na llanito je dosti vplivala judovska kultura, saj je imel Gibraltar veliko populacijo židov. K dialektu so doprinesli besede in izraze iz že skoraj izumrlega dialekta Haketia, židovsko-španskega jezika, katerega so govorili sefardski judje iz Severnega Maroka (Tetuana in Tangiersa) in španskih eksklav Ceute in Melille. 
Čeprav llanito redkokdaj najdete zapisanega, je Manuel Cavilla leta 1978 izdal slovar llanita z naslovom Diccionario Yanito, leta 2001 pa je gibraltarski zgodovinar Tito Vallejo izdal slovar z naslovom The Yanito Dictionary. Including Place Names and Yanito Anecdotes.

## Primeri
- Llanito: Hombre, I'm telling you que no puede...
- Špansko: Hombre, te digo que no puedes...
- Angleško: Man, I'm telling you (that) you can't...
- Slovensko: Človek, pravim ti, da ne moreš...

- Llanito: Hay un call pa ti.
- Špansko: Tienes una llamada.
- Angleško: There's a call for you.
- Slovensko: Nekdo te kliče.

- Llanito: Sí, pero at the end of the day...
- Špansko: Sí, pero a fin de cuentas...
- Angleško: Yes, but at the end of the day...
- Slovensko: Že, ampak konec koncev...

- Llanito: Te llamo p'atrá anyway.
- Špansko: Te devuelvo la llamada de todas maneras.
- Angleško: I’ll call you back anyway.
- Slovensko: Te pokličem nazaj tako ali tako.

## Oddajanje
Gibraltarska organizacija za oddajanje (Gibraltar Broadcasting Corporation) je začela oddajati programe v llanitu, kot na primer Talk About Town, kjer trije govorci razglabljajo o pomembnih aktualnih lokalnih zadevah. Poleg tega je obstajala kuharska oddaja z imenom Pepe's Pot, kjer so uporabljali tudi llanito.

## Film
Dokumentarni film People of the Rock: The Llanitos of Gibraltar iz leta 2011 obravnava  značilnosti, kulturo in zgodovino llanita. V temu dokumentarcu najdete intervjuje s Pepejem Palmerom (iz oddaje Pepe's Pot), Kaiane Aldorino (Miss sveta 2009) in Titom Vallejom. 

## Narodno ime
Uradno ime prebivalcev Gibraltarja je gibraltarci, a vendar se zadnja leta uveljavlja izraz llanitos (llanitas za ženske), predvsem v sosednjih mestih La Línea, San Roque, Algeciras, Campo de Gibraltar in po samem Gibraltarju. Ko govorijo angleško, sami sebe imenujejo gñibraltarians (gibraltarci), ko pa govorijo špansko, si rečejo llanitos, raje kot gibraltareños.